# Arthur Tappan
Arthur Tappan (Northampton, Massachusetts, 22 de mayo de 1786 – New Haven, Connecticut, 23 de julio de 1865) fue un filántropo estadounidense que apoyó la causa del abolicionismo.

## Biografía
Nacido en Northampton, recibió una educación religiosa y conservadora y, a la edad de quince años, se mudó a Boston. En 1807 fundó una empresa textil en Portland, Maine. Más tarde, en 1826, Arthur y su hermano, Lewis Tappan, crearon en Nueva York un negocio de importación de seda, traída de Asia. Un año más tarde, los hermanos fundaron el New York Journal of Commerce que, de acuerdo con sus creencias, no contenía anuncios "inmorales". En el Pánico de 1837, el comercio de seda cayó en la bancarrota y lo perdieron prácticamente todo, pero se recuperaron rápidamente y, en 1840, comenzaron lo que se convirtió en el primer servicio comercial de valoración de riesgos en la concesión de créditos
Arthur Tappan apoyó numerosas causas a lo largo de su vida y, a finales de los años 1840, abandonó sus negocios para dedicarse plenamente a ellas. Siguiendo sus convicciones religiosas, mostró interés por la Sociedad Bíblica Americana (ABS, por sus siglas en inglés) en los años 1820 y apoyó su plan de 1829 de llevar una biblia a cada familia estadounidense en el plazo de dos años; también contribuyó a campañas contra el alcohol y el tabaco.
A principios de los años 1830 se alejó de la ABS y se vinculó al movimiento abolicionista. Financió la Escuela Oberlin, donde se daban clases para blancos y negros en clases integradas; y pidió a las iglesias de Nueva York que acabaran con la segregación por raza dentro de los templos. Desde 1833, sufragó The Emancipator, un publicación semanal que combatía la esclavitud. Ese mismo año fue el cofundador, junto con William Lloyd Garrison, de la Sociedad Antiesclavista Estadounidense, de la que fue presidente hasta 1840, cuando la abandonó por rechazar los ataques a la Constitución y los planteamientos feministas que se introdujeron en la organización. Siguiendo su campaña por la abolición de la esclavitud, Arthur y su hermano fundaron la American and Foreign Anti-Slavery Society (Sociedad Antiesclavista Estadounidense y Extranjera) en 1840, y la American Missionary Society en 1846. Tras la promulgación de la Ley de esclavos fugitivos de 1850, rechazó colaborar con la nueva norma y ayudó a la financiación del Ferrocarril Subterráneo, una red clandestina que ayudaba a los esclavos afroamericanos que escapaban de las plantaciones.